# Hylemya
Hylemya este un gen de muște din familia Anthomyiidae.

## Galerie

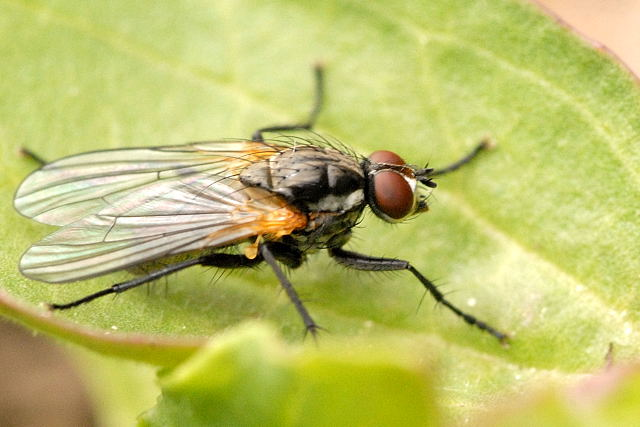
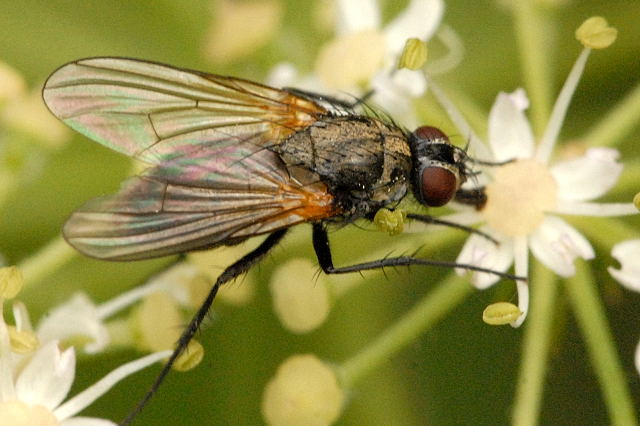
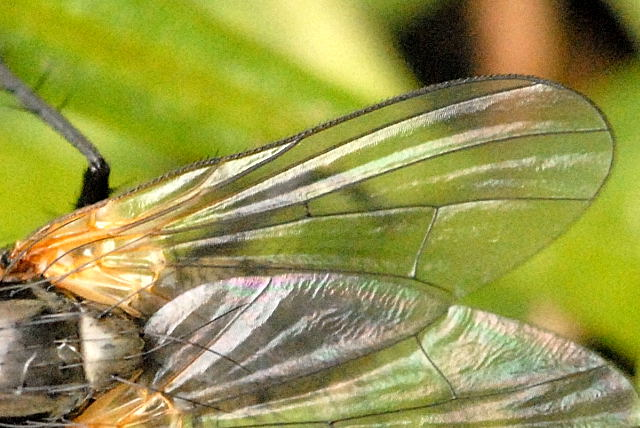

## Specii[1]
- Hylemya agrestis
- Hylemya alcathoe
- Hylemya arvensis
- Hylemya autumnalis
- Hylemya brevistyla
- Hylemya bruneipalpis
- Hylemya caesia
- Hylemya detracta
- Hylemya facilis
- Hylemya femoralis
- Hylemya flavicruralis
- Hylemya flavipennis
- Hylemya genurfa
- Hylemya hessei
- Hylemya kuntzei
- Hylemya latevittata
- Hylemya longirostris
- Hylemya meigeni
- Hylemya modesta
- Hylemya neglecta
- Hylemya nigrimana
- Hylemya nigripes
- Hylemya probilis
- Hylemya rufa
- Hylemya seideli
- Hylemya stackelbergi
- Hylemya subcilicrura
- Hylemya supraorbitalis
- Hylemya takagii
- Hylemya urbica
- Hylemya vagans
- Hylemya variata